# Helius pentaneura
Helius pentaneura är en tvåvingeart som beskrevs av Alexander 1948. Helius pentaneura ingår i släktet Helius och familjen småharkrankar. Inga underarter finns listade i Catalogue of Life.